# Plocamaphis flocculosa
Plocamaphis flocculosa är en insektsart som först beskrevs av Weed 1891.  Plocamaphis flocculosa ingår i släktet Plocamaphis och familjen långrörsbladlöss. Arten är reproducerande i Sverige.

## Underarter
Arten delas in i följande underarter:
- P. f. flocculosa
- P. f. goernitzi
- P. f. brachysiphon
- P. f. macrosiphon